# Modelos matriciales de población
Los modelos de población de matriz son un tipo específico de modelos de población que utilizan álgebra matricial. Los modelos poblacionales matriciales son herramientas poderosas y útiles para el estudio de dinámicas poblacionales, con aplicaciones en ecología, epidemiología y demografía.
La forma general de los modelos de población matricial es: 
{\displaystyle \mathbf {n} (t+1)=\mathbf {A\,n} (t)}
donde n(t) es un vector cuyos componentes corresponden al número de individuos en las diferentes clases del modelo, y A es una matriz con coeficientes positivos. Por lo tanto, un modelo de población matricial puede verse como una extensión del modelo de crecimiento geométrico de Malthus, teniendo en cuenta el hecho de que los individuos de una población no son todos idénticos.
Una de las principales ventajas de estos modelos es su gran simplicidad. Los convierte en herramientas importantes para la ecología teórica, pero también para campos más aplicados como la biología de la conservación o la demografía humana.
Todas las poblaciones pueden ser modeladas por la siguiente fórmula: 
{\displaystyle N_{t+1}=N_{t}+B-D+I-E,}
donde 
•Nt+1 = abundancia en el tiempo t+1
•Nt = abundancia en el tiempo t
• B = número de nacimientos dentro de la población entre Nty Nt+1
• D = número de muertes dentro de la población entre Nty Nt+1
• I = número de individuos que emigran a la población entre Nty Nt+1
• E = número de individuos que emigran de la población entre Nty Nt+1

## Historia
El uso de modelos matriciales para describir la dinámica de la población se ha introducido a menudo de forma independiente. Fue así por Harro Bernardelli en 1941, por E.G. Lewis en 1942 y Patrick H.Leslie en 1945. Siendo el trabajo de Leslie el más exitoso y el que tuvo la mayor influencia, es a él a quien generalmente se le atribuye la introducción de modelos de matriz de población en biología.
Los modelos considerados por Leslie se limitaron a estructurar la población en grupos de edad. En 1965, Leonard Lefkovitch introdujo una clasificación por etapas de desarrollo. Un modelo estructurado en clases de tamaño fue presentado al año siguiente por Michael B.Usher. Otras estructuras se introdujeron más tarde, como la estructura de acuerdo con la posición geográfica utilizada en los modelos de metapoblación.Actualmente, incluso está claro que los modelos de población matricial se pueden generalizar a cualquier estructura de población discreta, los modelos en clases de edad y tamaño siguen siendo los más frecuentes en la práctica.

## Expresión matemática de modelo

### Forma general

#### El modelo de Malthus
El modelo decrecimiento geométrico de Malthus es: 
{\displaystyle n(t+1)=\lambda \,n(t)}
donde n ( t ) es el número de individuos en el momento t y λ es la tasa de crecimiento geométrico de la población, que corresponde a la contribución de un individuo presente en la población en el tiempo t para la constitución de la población en el tiempo t + 1. Una recurrencia inmediata da una fórmula explícita para el tamaño de la población:  
{\displaystyle n(t)=\lambda ^{t}\,n(0)}
Así, vemos que la población sigue una dinámica geométrica y aumenta cuando λ > 1. 
Uno de los límites de este modelo es que no tiene en cuenta una posible estructura de la población: su interpretación biológica se basa en el hecho de que todos los individuos tienen la misma probabilidad de supervivencia de un paso a otro y la misma tasa de reproducción, una hipótesis insatisfactoria en muchos casos. El interés de los modelos matriciales es relajar esta hipótesis. 

#### El modelo matricial de población
Una forma de tener en cuenta las diferencias entre los individuos es agruparlos en clases dentro de las que las características demográficas son homogéneas. Luego generalizamos el modelo de Malthus al considerar la contribución de un individuo de la clase j a la composición de la clase i en el siguiente paso. Al observar esta contribución aij, podemos escribir que la contribución total de la clase j a la clase i será unaij nj(t), donde nj(t)es el recuento de la clase j en el momento t (es decir, el número de personas que lo componen). Así, sumando todas las clases, obtenemos el tamaño de la clase i en el tiempo t+1: 
{\displaystyle n_{i}(t+1)=\sum _{j}a_{ij}\,n_{j}(t)}
de ahí el sistema:
{\displaystyle {\begin{cases}n_{1}(t+1)&=a_{11}\,n_{1}(t)+\cdots +a_{1m}\,n_{m}(t)\\&\vdots \\n_{m}(t+1)&=a_{m1}\,n_{1}(t)+\cdots +a_{mm}\,n_{m}(t)\\\end{cases}}}
Este sistema se puede escribir en forma de matriz:
{\displaystyle \mathbf {n} (t+1)=\mathbf {A\,n} (t)}
El vector n = (ni) se llama vector de población y la matriz A = (aij)  se llama matriz de proyección de población. De esta expresión, deducimos la siguiente fórmula:
{\displaystyle \mathbf {n} (t)=\mathbf {A} ^{t}\mathbf {n} (0)}
Por lo tanto, al conocer el vector de población inicial n(0), podemos deducir el tamaño de la población en cualquier momento t ∈ ℕ repitiendo un producto matricial.

#### Cadenas de Markov
La expresión previa es la forma general de los modelos de población matricial. Se puede notar que una transposición de cerca, este formalismo es el mismo utilizado para estudiar las cadenas de Markov, xt+1 = xtP. La principal diferencia entre las matrices de proyección de población y las matrices de transición de las cadenas de Markov es que la suma de las entradas en las columnas de A no vale 1. Esto se debe al hecho de que los individuos mueren (la suma puede ser menor que 1) y se reproducen (la suma puede ser mayor que 1). Otra diferencia es que, en el caso de las matrices de proyección de población, a menudo sólo nos interesan las matrices con propiedades adicionales (primitividad), por ejemplo, la presencia de un estado absorbente (estudiado en la cadena de Markov) no es relevante desde el punto de vista biológico.

### Interpretación biológica

#### Interpretación de entradas matriciales
Un individuo puede contribuir a la composición de la población con el paso de tiempo de dos maneras: sobreviviendo o teniendo descendencia.
La contribución aij de un individuo de la clase corresponde a la suma de dos términos:
{\displaystyle a_{ij}=s_{ij}+f_{ij}}
donde sij es la probabilidad de que un individuo observado en la clase j en el tiempo t se observe en la clase i en el tiempo t+1, y fij es el número promedio de individuos en la clase i producido por un individuo de la clase j. Esto hace posible descomponer la matriz A en 
{\displaystyle \mathbf {A=S+F} }
La matriz S se llama matriz de supervivencia y la matriz F se llama matriz de fertilidad. Esta descomposición se utiliza para calcular muchos descriptores (tasa de reproducción neta, tiempo de generación, esperanza de vida, etc.) de la población mediante la construcción de una cadena de Markov que modela las trayectorias de los individuos en el ciclo de vida durante su vida. Esto permite utilizar muchos resultados de la teoría de la absorción de las cadenas de Markov. 

#### Gráfico del ciclo de vida
Los modelos de matriz de población se pueden representar de forma natural utilizando un gráfico orientado y ponderado. Para esto, asociamos con cada clase un vértice y con cada transición un arco de la siguiente manera: con una entrada distinta de cero, aij de la matriz de proyección de población se asocia un arco de peso aij que va de la cumbre j a la cumbre yo. Tal gráfico se llama gráfico del ciclo de vida .
Esta representación tiene varias ventajas. Por ejemplo, permite formalizar el concepto de ciclo de vida, central en biología. Finalmente, algunas preguntas son más naturales de tratar razonando en gráficos que en matrices, como lo demuestra el hecho de que la caracterización de ciertas propiedades importantes (irreductibilidad, aperiodicidad) es más simple en términos de gráficos que en términos de matrices, o la utilidad de métodos como la reducción de gráficos.

#### Modelos femeninos
Los modelos de matriz de población no permiten tener en cuenta las interacciones entre individuos (la contribución de un individuo de clase j a la composición de clase i, aij, es constante y no depende del número de individuos en las diferentes clases del modelo). Es esta suposición la que garantiza la linealidad del modelo y evita la aparición de un comportamiento caótico.
Una consecuencia de esto es que es imposible tener en cuenta las interacciones entre hombres y mujeres con estos modelos. Además, generalmente sólo estudiamos un sexo. En la gran mayoría de los casos, se trata de mujeres. Hay dos razones importantes para esto:
- Una razón teórica: las mujeres pueden definirse como el sexo que más invierte en la producción de un nuevo individuo dado, es decir, todas las mujeres son fértiles, independientemente de la cantidad de hombres, está claro que es más interesante seguir la cantidad de mujeres que de hombres.
- Una razón práctica: a menudo es más fácil determinar el número de descendientes de una mujer que de un hombre, lo que hace que las contribuciones de las mujeres sean más fáciles de obtener en la práctica.

Un modelo que sólo tiene en cuenta a las mujeres con frecuencia se denomina modelo femenino. La mayoría de los modelos están basados en mujeres, pero también hay modelos sin sexo donde se tienen en cuenta a todos los individuos, independientemente de su sexo (relevante para las especies que se reproducen principalmente asexualmente). Finalmente, en el caso en el que el sexo masculino fuera limitante (por ejemplo, debido a una inversión de los sexos) y / o fuera más fácil cuantificar el descenso de un hombre, un modelo que tenga en cuenta solo a los hombres sería más adecuado.

#### Suposiciones y límites
Los modelos de matriz de población se basan en dos suposiciones fuertes que es importante tener en cuenta porque son cruciales para garantizar la validez de los resultados obtenidos:
1. Las interacciones entre individuos no tienen un impacto específico en la dinámica de la población.
2. Las características demográficas de los individuos son homogéneas dentro de las clases del modelo y constantes en el tiempo.

La primera hipótesis proporciona la linealidad del modelo (A(x n1 + n2) = x An1 + An2). El segundo justifica las técnicas utilizadas para estudiar modelos matriciales, como el uso de cadenas de Markov . Estas hipótesis conducen a ciertas conclusiones absurdas (comportamiento geométrico asintótico, obtención de individuos arbitrariamente en modelos en clases de tamaño, etc) y, por lo tanto, es importante que la persona que está efectuando el experimento, tenga en mente la elección de un modelo matricial como herramienta de modelado y al interpretar los resultados obtenidos.
Aunque está claro que en la práctica estas hipótesis nunca se verifican exactamente, los modelos matriciales siguen siendo útiles para hacer pronósticos a corto plazo y para obtener información sobre el estado actual de una población.

## Análisis matemático de modelo

### Régimen asintótico
El estudio del régimen asintótico consiste en estudiar el comportamiento de la población durante un largo periodo de tiempo. Permite dar una interpretación biológica de los elementos propios de la matriz de proyección.

#### Aspecto matemático
La gran mayoría de las matrices de proyección son primitivas, porque los ciclos de vida utilizados en la práctica son generalmente irreductibles (hay un camino que conecta cualquier par de vértices en el gráfico del ciclo de vida) y aperiódico. El teorema de Perron-Frobenius nos permite afirmar que:
- A admite un valor propio real λ > 0, estrictamente mayor en módulo que todos los demás. λ se llama el valor propio dominante de A.
- El subespacio propio a la derecha asociado con λ es de dimensión 1. λ admite un vector propio a la derecha w cuyas entradas son estrictamente positivas (w se elige de modo que la suma de sus entradas sea 1).
- El subespacio propio a la izquierda asociado con λ es de dimensión 1. λ admite un vector propio a la izquierda v cuyas entradas son estrictamente positivas (aquí, elegimos v para que v⋅w = 1. Otra opción actual es elegirlo tal que v1 = 1)

Los resultados anteriores muestran que, para t bastante grande,
{\displaystyle \mathbf {n} (t)\sim \mathbf {v\cdot n} (0)\,\lambda ^{t}\,\mathbf {w} }
(es decir, {\displaystyle \forall i,\,n_{i}(t)/{\big (}\mathbf {v\cdot n} (0)\,\lambda ^{t}\,w_{i}{\big )}\to _{t\to +\infty }1}. Recuerde que aquí se ha elegido v tal que v⋅w = 1). Concretamente, esto significa que el vector de población, n , se alineará con el vector w y luego se dilatará por un factor en cada paso de tiempo, independientemente de las condiciones iniciales, que solo intervienen en el factor v⋅ n (0).

#### Tasa de crecimiento, estructura estable y valores reproductivos
La fórmula anterior da una interpretación biológica de los elementos específicos:
- λ es la tasa de crecimiento asintótico de la población.
- w es la estructura estable, es decir que wi corresponde a la proporción de individuos en la clase i cuando la estructura de la población está en equilibrio.
- v es el vector de los valores reproductivos, es decir, vi puede ser visto como el peso (relativo) una clase individual i tiene sobre la dinámica de la población a largo plazo (vi es alto, cuantos más individuos de la clase i se tendrán en cuenta en v⋅n (0)).

### Régimen transitorio
A menos que la población inicial ya esté en su estructura estable (es decir, n (0) y w son colineales), el régimen asintótico está precedido por un período más o menos largo llamado régimen transitorio durante el que la dinámica de la población puede parecer irregular. Como en el caso del régimen asintótico, el régimen transitorio puede estudiarse utilizando los elementos apropiados de la matriz de proyección; no obstante, se deben tener en cuenta todos los elementos apropiados, y no sólo los elementos dominantes.
Los efectos de los diferentes valores propios de A en el régimen transitorio son aditivos. Por lo tanto, podemos considerarlos por separado:
- En general, el efecto de un valor propio es tanto más marcado y prolongado como su módulo es de grande.
- Los valores propios reales positivos tienen un efecto monótono .
- Los valores propios reales negativos generan oscilaciones de período 2.
- Los valores propios complejos generan oscilaciones cuyo período T está vinculado a su argumento, θ: T = 2 π / θ .

La convergencia hacia el régimen asintótico será aún más rápida ya que el valor propio dominante es grande en comparación con el módulo de los otros valores propios. Por lo tanto, una forma sencilla de cuantificar la tasa de convergencia es considerar la tasa de depreciación (factor de amortiguamiento):
{\displaystyle \zeta ={\frac {\lambda }{|\lambda _{2}|}}}
donde λ2 es el segundo valor propio de mayor módulo. Por lo tanto, es estrictamente mayor que 1. Cuanto mayor sea el valor de ζ, más rápida será la convergencia al régimen asintótico.

### Sensibilidad de parámetro
En el estudio de los modelos de matriz de población, el término análisis de sensibilidad a menudo se usa de manera algo incorrecta para designar preguntas que pueden caer en el análisis de sensibilidad, la extensión de la incertidumbre o el control .
Los intereses de este tipo de estudio son múltiples: por ejemplo, dado que las mediciones nunca son perfectas en la práctica, surge la cuestión de que si las incertidumbres sobre ciertos parámetros del modelo influirán más o menos en los resultados obtenidos (esto puede permitir identificar parámetros para los que se requiere alta precisión); Otro ejemplo es cómo responderá una población a una perturbación externa (caza, modificación del hábitat, cambio climático, etc). Una pregunta de este tipo puede tratarse formulando una hipótesis sobre cómo la perturbación modificará las entradas de la matriz de proyección, y luego estudiando la repercusión de estas modificaciones en ciertos descriptores biológicos. También sucede con frecuencia que estamos interesados en el problema inverso asociado, que consiste en buscar la perturbación que se llevará a cabo para obtener el efecto deseado (aumentar/disminuir el tamaño de una población, etc.).

#### Sensibilidades
La idea más natural para cuantificar el impacto de una incertidumbre / perturbación de un parámetro θ en un descriptor X es considerar la relación ΔX / Δθ . Precisamente, estudiamos la respuesta a una perturbación infinitamente pequeña de un solo parámetro mientras los otros se mantienen constantes, lo que equivale a considerar la sensibilidad de X a θ.
{\displaystyle s_{X}(\theta )={\frac {\partial X}{\partial \theta }}}
Dado que la tasa de crecimiento λ es probablemente el descriptor más importante de una población, las sensibilidades de λ en las entradas aij de la matriz de proyección se usan ampliamente en la práctica, tanto es así que el término sensibilidades generalmente se usa sin más precisión para referirse a estas sensibilidades particulares. Estos se pueden expresar de acuerdo con los elementos propios dominantes:
{\displaystyle s_{\lambda }(a_{ij})={\frac {\partial \lambda }{\partial a_{ij}}}={\frac {v_{i}w_{j}}{\mathbf {vw} }}}
donde v y w son los vectores propios dominantes a la izquierda y a la derecha, respectivamente (que aquí no se ha elegido necesariamente de modo que v⋅w = 1).

#### Elasticidades
Con frecuencia sucede más relevante considerar la respuesta relativa a una perturbación relativa, es decir, Δ%X/Δ%θ en lugar de ΔX/Δθ.  Podemos ver varias ventajas: por un lado, esto facilita la comparación entre los valores obtenidos, que como se observa se reducen a la misma escala; por otro lado, generalmente no hay incertidumbre sobre las entradas de la matriz que valen cero (porque eso traduce una ausencia de transición en lugar de una transición de tasa cero. Se podría hablar de "ceros estructurales"). Sin embargo, las sensibilidades a las entradas cero en la matriz generalmente no son cero (incluso pueden ser extremadamente altas), lo que no es necesariamente relevante dependiendo de la pregunta que surja.
Esta idea de cuantificar la respuesta en relación con una perturbación relativa da como resultado el uso de elasticidad:
{\displaystyle e_{X}(\theta )={\frac {\theta }{X}}{\frac {\partial X}{\partial \theta }}}
En cuanto a las sensibilidades, a menudo se usa el término elasticidades sin más precisión para indicar las elasticidades de la tasa de crecimiento en las entradas de la matriz:
{\displaystyle e_{\lambda }(a_{ij})={\frac {a_{ij}}{\lambda }}{\frac {\partial \lambda }{\partial a_{ij}}}={\frac {v_{i}a_{ij}w_{j}}{\lambda \mathbf {vw} }}}
con las mismas anotaciones que antes.
Las elasticidades tienen varias propiedades, la más importante de las cuales es que son positivas y su suma es 1, lo que hace posible interpretarlas como "cantidades normalizadas" y facilita su comparación. El hecho de que sumen 1 es fácil de deducir de la expresión anterior, pero también se puede encontrar en la definición de elasticidades y el Teorema de Euler para funciones homogéneas: basta con notar que λ es una función positiva homogéneo del grado 1 de aij  (es decir, observando f:( a11 , a12 , ..., amm ) ↦ λ, tenemos, para todo c > 0, f( ca11 , ..., camm ) = cλ ) para obtener el resultado inmediatamente.

### Otros descriptores de población
El interés de los modelos de población matricial es que permiten calcular una gran cantidad de descriptores biológicos, incluida la tasa de crecimiento λ, la estructura estable w , el vector de valores reproductivos v, las sensibilidades y elasticidades son sólo ejemplos. Entre los otros descriptores utilizados para calcular los modelos de población matricial, citemos:
- La distribución por edades en las clases modelo.
- La esperanza de vida.
- La tasa de reproducción neta .
- El tiempo de generación.

## Aplicaciones

### Implementación
La simplicidad de los modelos de población matricial no debe ocultar el hecho de que su uso no es trivial. En particular, su implementación requiere responder una serie de preguntas.

#### ¿Es relevante un modelo matricial?
Esta es la primera pregunta que hay que hacer. Como todos los modelos, los modelos de población matricial se basan en ciertos supuestos (consulte la sección Supuestos y límites) y sólo permiten cierto tipo de resultados
Por lo tanto, no son adecuados para todas las situaciones. Es por eso que el experimentador debe comenzar preguntando si la situación estudiada es compatible con las hipótesis de los modelos de población matricial.

#### ¿Deberíamos basar el modelo en mujeres?
La mayoría de los modelos sólo tienen en cuenta a las mujeres, pero no hay garantía de que esta opción sea siempre la más relevante (consulte la sección Modelos basados en mujeres ).

#### ¿Qué intervalo de proyección elegir?
Elegir el intervalo de proyección es un paso importante que no debe pasarse por alto. En muchos casos, deberá hacerse una elección en relación con el ciclo de vida de la población estudiada (normalmente "un año"). Pero hay que asegurarse de que lo que parece obvio sea relevante. En particular:
- ¿La escala de tiempo del fenómeno que deseamos estudiar es compatible con el intervalo de proyección elegido? Si el intervalo de proyección es demasiado corto, existe el riesgo de obtener resultados absurdos. Si es demasiado largo, se perderá precisión.
- Si se elige que el intervalo de proyección sea inferior a un año porque la población estudiada tiene varios períodos de reproducción por año, ¿son todos los períodos de reproducción equivalentes?
- En el caso de un modelo de categoría de edad, se debe tener cuidado de que el intervalo de proyección sea de hecho igual al tiempo que pasan los individuos en una categoría.

#### ¿Qué categoría elegir?
Esta es probablemente la pregunta más compleja e importante al construir un modelo matricial. Aunque se observan tendencias generales (los modelos de categoría de tamaño generalmente son más adecuados para organismos como plantas o peces, mientras que los modelos de categoría de edad a menudo son más adecuados para organismos como mamíferos), aunque si bien es cierto que no hay una regla general.
Finalmente, cuando la variable de estructuración elegida es continua, queda por delimitar las categorías. En el caso de un modelo en categorías de edad, esta elección está limitada por el hecho de que el rango de tiempo cubierto por cada clase debe ser igual al intervalo de proyección. Pero, en el caso general, es una pregunta compleja, en particular debido a dos efectos opuestos: las categorías no deben ser demasiado grandes para tener una descripción detallada de la estructura de la población y para que los rasgos demográficos son homogéneos dentro de una categoría. Pero tampoco deberían ser demasiado precisos para que en la práctica sea posible tener suficientes datos para estimar adecuadamente los rasgos demográficos de cada categoría experimentalmente.

#### Estimación de los coeficientes de la matriz de proyección
Es raro que las entradas en la matriz de proyección se midan directamente en una población (es decir, siguiendo a un gran número de individuos en cada categoría para estimar su contribución a cada una de las otras clases de un no hay tiempo en el otro). En general, tenemos datos indirectos a partir de los que debemos estimar las contribuciones haciendo ciertos supuestos. Por ejemplo, si bien es difícil tener relaciones sexuales con individuos jóvenes, la fertilidad puede estar disponible solo en términos de "número total de individuos producidos" (en lugar de "número de mujeres producidas") y una estimación de la proporción de sexos en parte de la población. Otro ejemplo: para una especie de planta, generalmente no podemos encontrar la "madre" de un nuevo individuo. Luego se debe estimar la fertilidad, por ejemplo, mediante un número promedio de semillas producidas por individuo, una tasa de germinación, etc.
También debemos estar atentos cuando se realizan las mediciones: en la mayoría de los casos, se toman justo antes de la temporada de reproducción ( censo previo a la reproducción ) o justo después ( censo posterior a la reproducción). Este momento debe tenerse en cuenta cuando las contribuciones se calculan a partir de datos indirectos. Por ejemplo, en un modelo previo a la reproducción, los individuos tienen un año de edad cuando se los observa por primera vez y, por lo tanto, sólo se tienen en cuenta los individuos que han sobrevivido a su primer año. Por lo tanto, los términos de fertilidad corresponden al número de individuos que dieron a luz multiplicado por la probabilidad de supervivencia de estos individuos durante el primer año de su vida, mientras que en el caso de un modelo posterior a la reproducción es directamente el número de individuos nacidos.
A todo esto se agregan las consideraciones vinculadas a los métodos utilizados para contar individuos. Por lo tanto, la estimación de los coeficientes de la matriz de transición puede resultar muy simple o muy compleja, dependiendo de los datos disponibles en la práctica.